# Congres van Londen (1832)
Het Congres van Londen vond plaats in mei 1832 en handelde over de instelling van de monarchie in het onafhankelijke Griekenland.

## Griekenland
Griekenland kreeg na acht jaar  onafhankelijkheidsoorlog (1821-1829) eindelijk zijn onafhankelijkheid, met behulp van de drie grote mogendheden (Verenigd Koninkrijk, Frankrijk en Rusland) in de slag bij Navarino. Er was intussen een republiek gevormd, Eerste Helleense Republiek onder leiding van Ioannis Kapodistrias, die in 1831 vermoord werd in Nauplion. Toen de verwarring bleef aanhouden in het Griekse schiereiland, zochten de grote mogendheden een formeel einde voor de oorlog en een erkenning van een Griekse staat. 

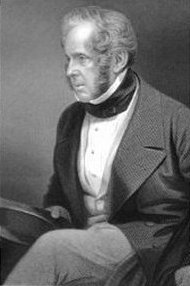
Als minister van buitenlandse zaken was burggraaf Palmerston erg geïnteresseerd in Griekenland

Modern Griekenland na het Congres van Londen

In mei 1832 riep de Britse minister van Buitenlandse zaken, Henry John Temple, de drie grote mogendheden samen. Zij beslisten dat Griekenland een monarchie zou worden en ze boden de troon aan de Beierse prins Otto van Wittelsbach aan, zonder de Grieken hierin te kennen. De kroon zou ook erfelijk zijn voor de nakomelingen van Otto, of zijn jongere broers als hij geen nakomelingen zou hebben. Het was niet mogelijk dat Griekenland en Beieren een land in personele unie werden. De grote mogendheden gaven ook de macht aan hun ambassadeurs in Constantinopel, de hoofdstad van het Ottomaanse Rijk, om het einde van de Griekse Onafhankelijkheidsoorlog te verzekeren.
Op 21 juli 1832 sloten de Britse ambassadeur Stratford Canning en de andere vertegenwoordigers het Verdrag van Constantinopel af, dat de grenzen van het nieuwe koninkrijk Griekenland vastlegde. De grens liep van Arta naar Volos en alles ten zuiden van de lijn werd nu onafhankelijk van het Ottomaanse Rijk.